# Sajólád
Sajólád község Borsod-Abaúj-Zemplén vármegyében, a Miskolci járásban. Életét alapvetően meghatározza, hogy légvonalban alig 11 kilométerre fekszik az ország egyik legnagyobb városától, a vármegyeszékhely Miskolctól, és a távolság közúton sem sokkal nagyobb ennél. Az aktív keresők mintegy 90%-a Miskolcon és Tiszaújvárosban dolgozik.

## Fekvése
A Sajó mentén helyezkedik el; teljes lakott területe és közigazgatási határának nagy része a bal parti oldalon, de egy viszonylag nagy (több mint 5 négyzetkilométernyi) területével átnyúlik a folyó túlsó partjára is.
A közvetlenül határos települések: észak felől Alsózsolca, északkelet felől Hernádnémeti, kelet felől Bőcs, délkelet felől Berzék, dél felől Ónod, délnyugat felől Nyékládháza és Mályi, nyugat felől pedig Sajópetri.

### Megközelítése
Csak közúton közelíthető meg, Ónod és Alsózsolca felől a 3606-os, Bőcs felől pedig a 3609-es úton. Határszélét érinti még a 3603-as út, sőt, az M30-as autópálya is áthalad a nyugati külterületei között, de a sztrádának ott nincs csomópontja, a legközelebbi le- és felhajtó Sajópetrinél van.

## Története
Árpád-kori település, története elsősorban a Tekes nemzetséghez tartozó Ládi családhoz kötődik. A Ládi család, Ládi Csorba Miklós (Szuhogyi Csorba kő várának építője) fiai 1311-ben szerezték meg Sajó melletti birtokukat, mely róluk kapta nevét (Sajólád) Feltehetően Sajólád volt ezután a család központi birtoka, a környező egyéb birtokok mellett, melyben szerepel a Lád, Ládi név pl.: Szendrőlád; Lád és így Sajólád is a Ládiak birtokába tartozott. 
A család első hiteles dokumentumok alapján ismert tagja Ládi Pós volt (1289) Ládi csorba Miklós várépíttető apja ( Nicolaus filius Poos de Lad)
Sajóládot még egyéb korabeli írások is említik:
A község birtokosa, Czudar Péter bán 1387. szeptember 25-én alapítólevelével pálos kolostort alapított Sajóládon, a községet a pálosoknak adományozta. A kolostor a Czudar család kihalása (1470) után is tovább fejlődött.

Itt kezdte meg fölemelkedését Martinuzzi Fráter György pálos szerzetes, a sajóládi Pálos Kolostor perjele. A ládi kolostort 1537-ben Serédy Gáspár dunántúli főkapitány csapatai elfoglalták, kirabolták, negyven szekérnyi zsákmányt vittek magukkal. A pálos kolostor újjáépítését hosszú hányattatás után csak a török háborúk lezárultával, 1716-ban kezdték meg, barokk stílusban, a régi elpusztult templom alapjain. Az egyházi anyakönyvezés 1734-ben vezették be a községben.
Sajólád 180 hektáros védett erdejét 2007-ben fatolvajok kivágták.
1950-ben a falut Sajópetrivel egyesítették Ládpetri néven. 1958-ban a két település újra kettévált.

## Közélete

### Polgármesterei
- 1990–1994: Ifj. Varga István (független)[6]
- 1994–1998: Varga István (független)[7]
- 1998–2002: Varga István (független)[8]
- 2002–2006: Veres János (független)[9]
- 2006–2010: Veres János (független)[10]
- 2010–2014: Pozbai Zoltán (Fidesz-KDNP)[11]
- 2014–2019: Pozbai Zoltán (Fidesz-KDNP)[12]
- 2019–2024: Pozbai Zoltán (Fidesz-KDNP)[13]
- 2024– : Varga Norbert (független)[1]

## Népesség
A település népességének változása:
| Lakosok száma | 2958 | 2881 | 2811 | 2804 | 2874 | 2868 | 2864 |
|               | 2013 | 2014 | 2015 | 2021 | 2022 | 2023 | 2024 |

2001-ben település lakosságának 83,48%-a magyar, 9,33%-a cigány nemzetiségűnek vallotta magát.
A 2011-es népszámlálás során a lakosok 83,5%-a magyarnak, 9,3% cigánynak, 0,5% németnek, 0,3% ruszinnak mondta magát (16,2% nem nyilatkozott; a kettős identitások miatt a végösszeg nagyobb lehet 100%-nál). A vallási megoszlás a következő volt: római katolikus 48,4%, református 11,3%, görögkatolikus 3,8%, felekezeten kívüli 6,6% (27,7% nem válaszolt).
2022-ben a lakosság 92,3%-a vallotta magát magyarnak, 6,2% cigánynak, 0,8% ruszinnak, 0,3% németnek, 0,1% görögnek, 0,1% szlováknak, 0,1% románnak, 1,5% egyéb, nem hazai nemzetiségűnek (7,6% nem nyilatkozott; a kettős identitások miatt a végösszeg nagyobb lehet 100%-nál). Vallásuk szerint 42,6% volt római katolikus, 11,7% református, 3,6% görög katolikus, 2% egyéb keresztény, 12,1% felekezeten kívüli (27,6% nem válaszolt).

## Nevezetességei
- Nepomuki Szent János-szobor
- Római katolikus templom
- Háromszög alapú temetőkápolna
- Erdődy-vadászkastély

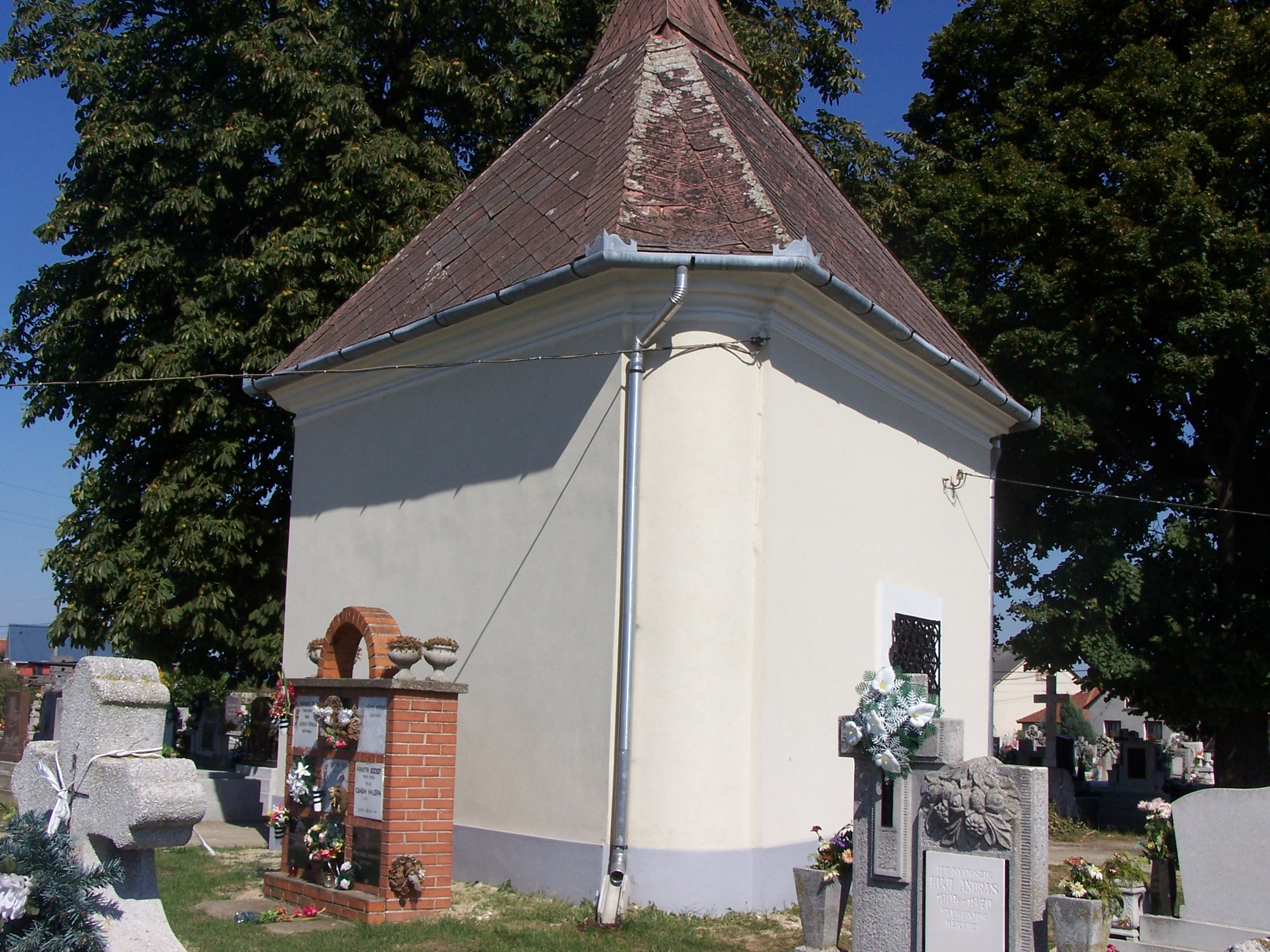
Műemlék temetőkápolna
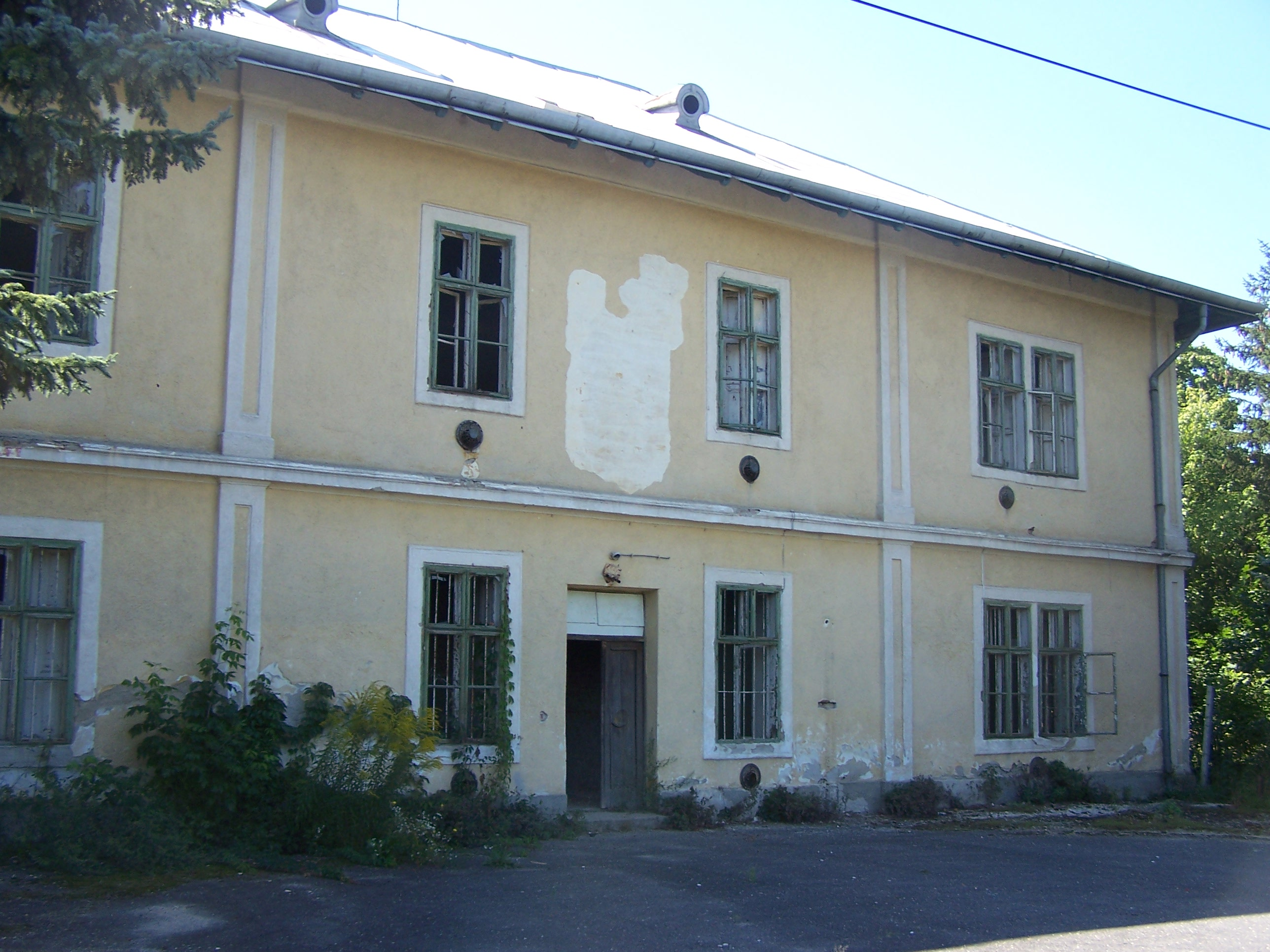
A lepusztult Erdődy-vadászkastély

## Híres emberek
- Feltehetően a településen született Magyar Mihály, Michael Pannonius (? – Párizs, 1444) teológiai doktor, Remete Szent Pál-rendi szerzetes.
- Novíciusként a sajóládi rendházban szolgált Fráter György (Kamicsác, 1482. június 18. – Alvinc, 1551. december 17.) pálos szerzetes, erdélyi politikus, esztergomi érsek és bíboros.
- Itt született Gombos Imre, (Sajólád, 1791. július 6. – Bécs, 1840. január 12.) jogi doktor, császári és királyi kamarás, udvari tanácsos, Heves vármegye főispáni helyettese, a Magyar Tudományos Akadémia tiszteleti tagja, drámaíró.
- Itt született Molnár Sándor (Sajólád, 1936. január 19. – 2022. június 18.) Kossuth-díjas festő, szobrász, a magyar új avantgárd jeles képviselője.

## Külső hivatkozások
- Sajólád hivatalos weboldala
- Sajólád az utazom.com honlapján
- Sajólád  az OLH-n
- Sajólád műemlékei a Műemlékem.hu-n
- Sajólád a Magyar Katolikus Lexikonban